# Gnatholepis yoshinoi
 Gnatholepis yoshinoi és una espècie de peix de la família dels gòbids i de l'ordre dels perciformes.